# آن‌ها زندگی می‌کنند
آن‌ها زندگی می‌کنند یا آن‌ها زنده‌اند (انگلیسی: They Live) فیلمی در ژانر ترسناک، علمی تخیلی و اکشن به کارگردانی جان کارپنتر است که در سال ۱۹۸۸، منتشر شد. از بازیگران این فیلم کیث دیوید، مگ فاستر، ریموند سنت ژاکوس و جورج باک فلاور را می‌توان نام برد.

## خلاصهٔ داستان
کارگری آواره و بی‌خانمان به نام «جان نادا» از ایالت کلرادو به لس‌آنجلس آمده و در خیابان‌های شهر به امید اینکه شغلی مناسب پیدا کند و پولی به جیب بزند، سرگردان است. او وارد کلیسایی متروکه در حاشیهٔ شهر می‌شود؛ جایی که ظاهرش شباهتی به جای عبادت ندارد و بیشتر به پناهگاهی برای مقاومت زیرزمینی شبیه است. نادا در کلیسا جعبه‌ای مرموز کشف می‌کند که پُر از عینک‌های آفتابی سیاه‌رنگ است. وقتی او یکی از آن‌ها را به چشم می‌زند و به خیابان‌های لس‌آنجلس بازمی‌گردد، ناگهان چهرهٔ شهر دگرگون می‌شود. تابلوهای تبلیغاتی، مجلّه‌ها، پول‌ها و تلویزیون دیگر پیام‌های آشکار خود را نشان نمی‌دهند، بلکه حقیقت پنهان‌شده در ورای آن‌ها نمایان می‌شود؛ پیام‌هایی چون اطاعت کنید، مصرف کنید، در خواب بمانید، این خدای شماست و…. نادا پس از مدّتی متوجه می‌شود که موجوداتی بیگانه قصد کنترل انسان‌ها و کره زمین را دارند. او سعی می‌کند تا با کمک نیروهای مقاومت زیرزمینی با این موجودات بیگانه مقابله کند؛ امّا…